# Saint-Amand-de-Belvès
Saint-Amand-de-Belvès is een gemeente in het Franse departement Dordogne in de regio Nouvelle-Aquitaine en telt 94 inwoners (2009). De plaats maakt deel uit van het arrondissement Sarlat-la-Canéda.
De gemeente is op 1 januari 2016 gefuseerd met Belvès tot de commune nouvelle Pays de Belvès.

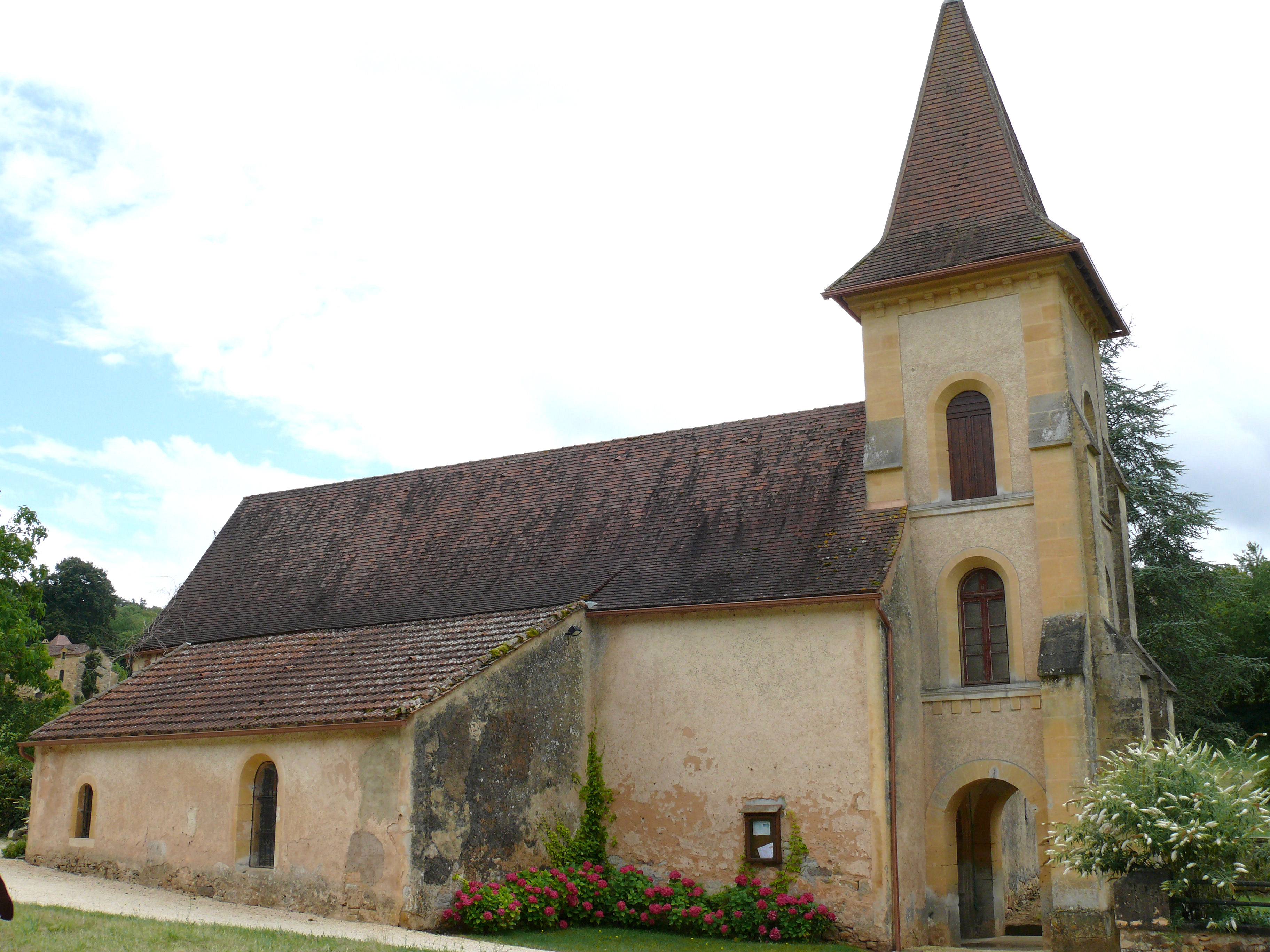
Kerk van Saint-Amand-de-Belvès
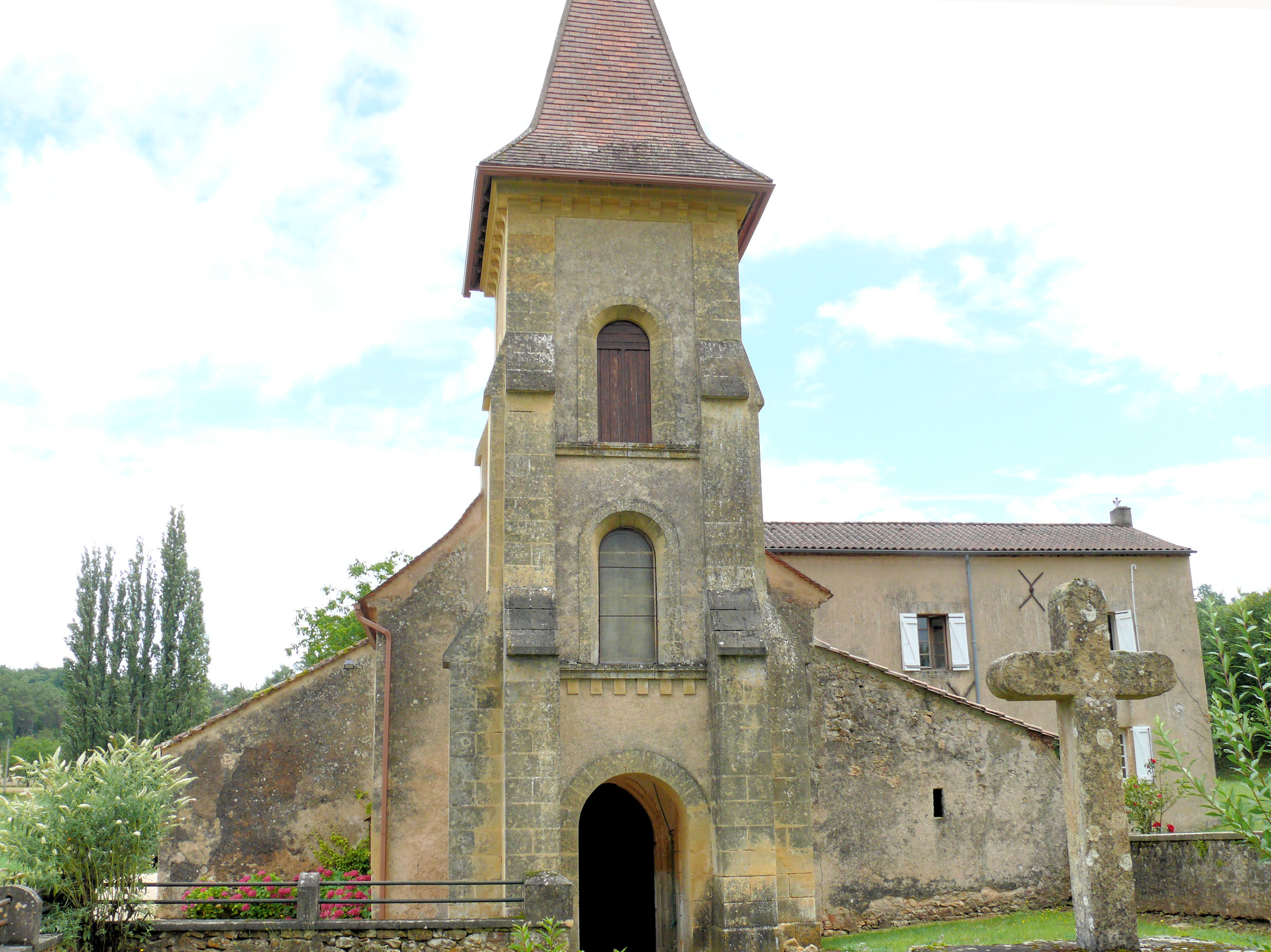

## Geografie
De oppervlakte van Saint-Amand-de-Belvès bedraagt 6,9 km², de bevolkingsdichtheid is dus 13,6 inwoners per km².
De onderstaande kaart toont de ligging van Saint-Amand-de-Belvès met de belangrijkste infrastructuur en aangrenzende gemeenten.

## Demografie
Onderstaande figuur toont het verloop van het inwonertal.